# Mirza Sultán Galiev
Mirsaid Sultán-Galíyev (Elembet'ev, 13 de julio de 1892-Moscú, 28 de enero de 1940) fue un periodista y revolucionario bolchevique de origen tártaro.

## Trayectoria
De origen tártaro del Volga, nació en la localidad de Elembet'ev, gobernación de Ufá, Baskiria, el 13 de julio de 1892, y se educó inicialmente en persa y árabe, y posteriormente, a partir de 1905, aprendió ruso. Una vez acabada su educación en 1911 se dedicó al periodismo y a enseñar ruso. Ingresaría en las filas bolcheviques en el verano de 1917.

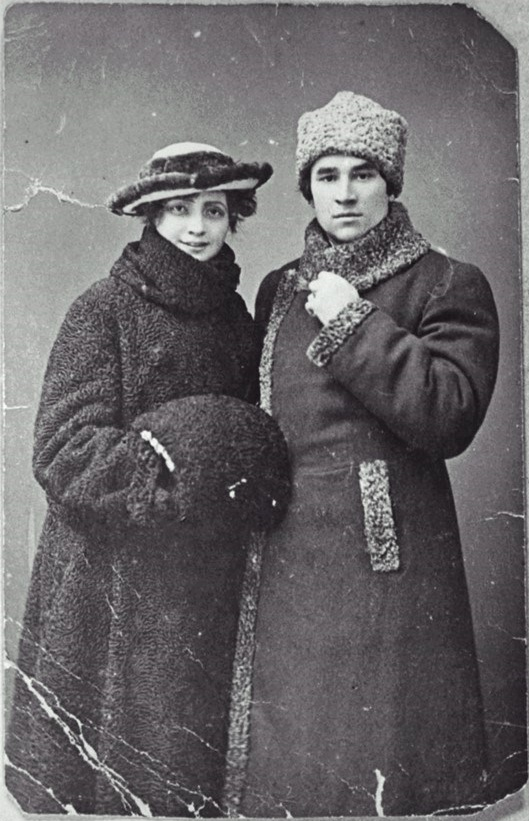
Fotografiado junto a su esposa en 1919

Sultán Galiev procedería a desarrollar una doctrina alternativa de revolución socialista, y, bajo la premisa de que el marxismo y el estilo de vida islámico no serían necesariamente incompatibles, fue uno de los elaboradores, junto con Mulla-Nur Vahítov, de la teoría del nacional comunismo musulmán, con fuerza entre 1918 y 1928. Sultán Galiev defendía una aplicación selectiva de la propaganda antirreligiosa en los territorios soviéticos dependiendo del caso concreto.
Estuvo destinado en Kazán después de la toma de esta por los bolcheviques, y justo antes de que fuera retomada por el Ejército Blanco a mediados de 1918, escapó a Moscú, donde se convirtió en protegido de Iósif Stalin. Preocupado por la dirección de la revolución ya en 1918, a lo largo de 1919 publicó una serie de artículos donde defendió el reenfoque de la Revolución internacional comunista hacia Asia en contraposición a Europa Occidental. Creyó ver a un hipotético estado socialista musulmán el pivote sobre el cual llevar el socialismo a Asia, desarrollando el concepto de «naciones proletarias». Con el avance favorable de los bolcheviques durante la Guerra Civil Rusa, los planes para la conformación de una gran república Tártara-baskir fueron desechados, creándose dos pequeñas repúblicas separadas.

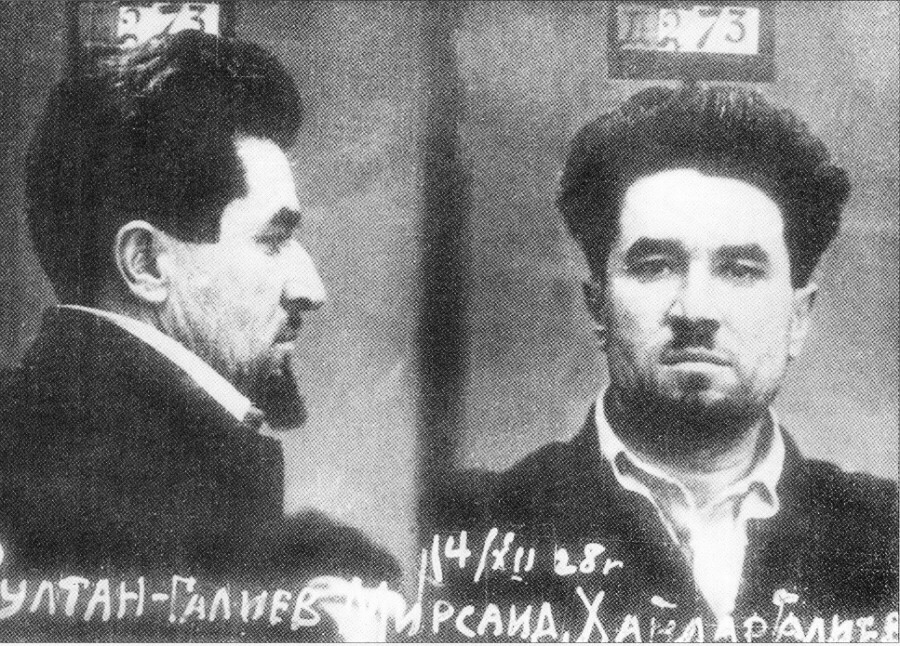
Foto policial de Sultán Galíev el 14 de diciembre de 1928

Enfrentado abiertamente ya en el X Congreso comunista de 1921 con Stalin, este último tachó de reaccionaria la propuesta en octubre de 1922 de Sultán Galíev y sus colaboradores de que los territorios autónomos se unieran a una Unión Soviética de forma independiente en vez de dentro de la RSFSR. Condenado por «desviación nacionalista» tras el XII Congreso bolchevique, celebrado en abril de 1923; se convirtió en el primer miembro purgado del partido por este motivo. No tardaría en ser arrestado por la OGPU el 4 de mayo de 1923; objeto de interrogatorios y, tras obtenerse dos confesiones bajo fuerte presión, sería liberado. Fue detenido de nuevo en noviembre de 1928 y juzgado en 1929.
Durante las décadas de 1920 y 1930, Stalin llevaría a cabo purgas de elementos sultangalievistas, centrándose sobre todo en baskires y tártaros.
Arrestado nuevamente en 1938, fue condenado a muerte en 1939 y ejecutado el 28 de enero de 1940, en Moscú.
Su vilipendiada figura quedó inexorablemente asociada a la idea de «renegado nacionalista», incluso después de la muerte de Stalin.